# Zorzines minimus
Zorzines minimus är en fjärilsart som beskrevs av Inoue 1982. Zorzines minimus ingår i släktet Zorzines och familjen nattflyn. Inga underarter finns listade i Catalogue of Life.